# Therese Boschetti
Therese Boschetti (1847 in Gabel oder Prag – 1919 in Wien) war eine österreichische Kinderdarstellerin und Opernsängerin (Sopran).

## Leben
Boschetti, deren Eltern eine Seidenfärberei in Prag betrieben, trat schon im Alter von drei Jahren im Verschwender als das jüngste Kind „Valentins“ auf. 1860 kam sie nach Salzburg und trat auch hier noch zwei Jahre in Kinderrollen auf, bis sie sich entschloss, ihre Stimme, die sich immer mehr und mehr entfaltete, für die Oper ausbilden zu lassen.
Obgleich sie in Prag, wohin sie sich 1862 begab, in kleinen Soubrettenrollen am Deutschen Theater auftrat, richtete sie doch hauptsächlich ihr Augenmerk auf die Ausgestaltung ihrer Stimme, indem sie bei den Opernmitgliedern Hans Rokitansky und Bernard regelmäßig Gesangsunterricht nahm. Nur um ihre Studien bei den genannten Lehrern nicht zu unterbrechen, nahm sie als Opern- und Possensoubrette selbst ein Engagement am böhmischen Theater an, nachdem ihr Kontrakt vom Direktor des Deutschen Theaters nicht mehr erneuert wurde. Die Unkenntnis der böhmischen Sprache jedoch erschwerte ihre Stellung ganz außerordentlich, ja, sie sah sich 1864 gar genötigt, von Prag zu scheiden und einen Antrag ans Wiesbadener Hoftheater anzunehmen.
Sie debütierte daselbst als „Zerline“ in Don Juan, „Ännchen“ und „Eurydike“, und zwar mit so durchschlagendem Erfolg, dass sie allsogleich engagiert wurde. Nachdem sie fünf Jahre in bevorzugter Stellung an diesem Kunstinstitute tätig gewesen war, folgte sie 1869 einem Gastspielantrag ans Hofoperntheater in Wien, in dessen Verband sie nach glücklich absolviertem Debüt noch im selben Jahre trat.
Sie verblieb bis 1872 an diesem Hoftheater und vertauschte dasselbe sodann mit einem Engagement am Stadttheater in Leipzig. Sie zählte dort ebenfalls zu den beliebtesten Mitgliedern, verließ nach kurzer Zeit auch diese Kunststätte, um von 1874 bis 1881 am Nationaltheater Prag zu singen. Gastierend war sie auch in Italien tätig. Sie lebte später in Wien, wo sie 1919 verstarb.
Ihr Sohn Victor Boschetti (1872–1933) war der Organist und Pianist sowie langjährige Korrepetitor an der Hof- und Staatsoper Wien.